# Servicio ordinario y extraordinario
Servicio ordinario y extraordinario era un impuesto propio del Antiguo Régimen en España, circunscrito a la Corona de Castilla. La denominación "servicio" o "servicio real" hacía referencia a su condición de reconocimiento vasallático que con él hacía el "reino" al "rey". El estar sujeto al servicio distinguía al "estado llano" del "estado noble", que no estaba completamente exento de contribuciones, pues tenía en cambio que pagar el servicio de lanzas, recuerdo de sus obligaciones militares medievales.
Como los demás "pechos", gravaba únicamente a los pecheros, es decir, los "vecinos del estado general", tanto los de lugares de realengo como los de lugares de señorío; pero como tributación directa en proporción a la riqueza de cada uno (medida en términos de propiedad), repartiendo la cantidad asignada a cada población por la contaduría general de valores. Era recaudado por la Hacienda Real, y a efectos de cobro, se descomponía en dos conceptos: "pedidos" y "monedas". Eran los únicos impuestos de su categoría, junto con los derechos sobre la sosa y la barrilla (un impuesto de importancia relativamente menor).
A diferencia de otros servicios "aforados" (pertenecientes a la Hacienda Real por derecho propio), el servicio ordinario y extraordinario era un servicio "no forero" o ingreso fiscal extraordinario, que debía aprobarse por las Cortes de Castilla a petición expresa del rey, y con la justificación de cubrir una necesidad urgente. Como ocurría que, convocatoria tras convocatoria de Cortes, las necesidades fiscales eran más crecientes y apremiantes, fue asentándose la práctica de que el "servicio", que ya se consideraba como "ordinario", se incrementase con otro de carácter "extraordinario", que a su vez se repetía y pasaba a perpetuarse.
Tiene su origen en los últimos siglos de la Edad Media, a partir del siglo XIII, cuando la urgencia de la monarquía en cubrir las crecientes necesidades económicas de las empresas militares de la última fase de la Reconquista, los enfrentamientos con el reino nazarí de Granada, sobrepasaron las anteriores estructuras de las huestes feudales, al tiempo que aumentaba la influencia política de las ciudades con voto en Cortes. La primera mención es de 1269, cuando también se le llama "pecho real". A partir del siglo XVI, tras las graves consecuencias que tuvieron los requerimientos fiscales de Carlos I (guerra de las Comunidades de Castilla), la aprobación de los servicios se convirtió en poco más que un trámite, aunque las convocatorias de Cortes para aprobarlos se mantuvieron también todo el siglo siguiente, mientras la Monarquía Hispánica fue gobernada por los Habsburgo.
En 1538 se fijó perpetuamente la cantidad del ordinario en trescientos millones de maravedíes y la del extraordinario en ciento cincuenta millones de maravedíes. En 1560 se recargó con el llamado "quince al millar", de modo que pasó a denominarse "servicio ordinario y extraordinario y su quince al millar" (según otra fuente "el ordinario ya estaba impuesto en 1577, estableciéndose el extraordinario en 1580"). Con el paso del tiempo se convirtió en algo obsoleto, y se suprimió por un decreto de Carlos IV, el 20 de noviembre de 1795.